# Krtíš
Krtíš je řeka na jihu středního Slovenska, na území okresů Zvolen a Veľký Krtíš. Je to pravostranný přítok Iplu, má délku 36.5 km a odvodňuje území o rozloze 238.79 km2.
Pramení v Krupinské planině pod kopcem Vršac (622.3 m) v nadmořské výšce kolem 580 m Teče na jih územím VVP Lešť, napájí malou vodní nádrž a opouští VVP Lešť. Po výtoku z nádrže se koryto řeky rozšiřuje a vtéká do úzkého údolí, kde se esovitě stáčí a pokračuje jihovýchodním směrem. Později se dolina značně rozšiřuje, před osadou Dolina se opět prudce stáčí a teče jihozápadním směrem, okrajem Modrého Kamene, kde přibírá svůj první významnější přítok, levostrannou říčku a koryto se stáčí více k jihu. Dále protéká přes Veľký Krtíš a na krátkém úseku teče opět na jihovýchod, u obce Malý Krtíš přibírá zleva Medokýšny potok a teče na jih vedle Nové Vsi a Sklabiná. Zde přibírá svůj nejvodnější přítok, pravostranný Plachtinský potok. Protéká rovinatým územím Ipeľské kotliny s četnými vývěry minerálních vod, zprava přibírá Zajský potok nedaleko osady Peserany. Velkým obloukem obtéká z východu obce Želovce a Záhorce a v jejich katastrech přibírá zleva nejprve Želovský potok a pak Záhorský potok. Stáčí se na jihozápad a nedaleko obce Slovenské Ďarmoty ústí do Ipla.